# Tambopata (distrito)
Tambopata é um distrito do Peru, departamento de Madre de Dios, localizada na província de Tambopata.

## Transporte
O distrito de Tambopata é servido pela seguinte rodovia:
- PE-30C, que liga o distrito de Urcos (Região de Cusco) à Ponte Binacional Brasil-Peru (Fronteira Brasil-Peru) - e a rodovia federal brasileira BR-317 - no distrito de Iñapari (Região de Madre de Dios)
- PE-5S, que liga o distrito de Chanchamayo (Região de Junín) Fronteira Bolívia-Peru (em Puerto Maldonado) - neste distrito (Região de Madre de Dios)
- MD-101, que liga o distrito à cidade de Fitzcarrald
- MD-102, que liga o distrito à cidade de Las Piedras
- MD-103, que liga o distrito à cidade de Tahuamanu
- MD-104, que liga o distrito à cidade de Iñapari
- MD-105, que liga o distrito à Fronteira Bolívia-Peru (em Puerto Maldonado)
- MD-106, que liga o distrito à Fronteira Bolívia-Peru (em Puerto Maldonado) [1][2][3]